# Estadio Parque del Guairá
Das Estadio Parque del Guairá ist ein Fußballstadion mit Leichtathletikanlage in der paraguayischen Stadt Villarica, Departamento Guairá. Die Anlage bietet Platz für 12.000 Zuschauer. Es ist die Heimspielstätte des Fußballclubs Guaireña FC. Bei internationalen Spielen muss Guaireña allerdings an einen anderen Spielort ausweichen, da es die Minimalkriterien des südamerikanischen Verbands CONMEBOL nicht erfüllt.

## Geschichte
Das Estadio Parque del Guairá wurde 1983 errichtet und ist im Besitz des Departamento Guairá. Gemeinsam mit der Liga Guaireña de Fútbol als Co-Administrator des Stadions wurde die Spielstätte 2012 renoviert. Die Kosten für die Renovierung lagen bei rund 4,36 Mrd. PYG. Neben der Kapazitätserweiterung auf 12.000 Plätze wurden die Anzahl der Parkplätze auf 800 erhöht und weitere Renovierungen an der Flutlichtanlage vorgenommen.